# ثيوفيلوس الرهاوي
ثيوفيلوس الرهاوي (بالإغريقية: Θεόφινος)‏(695–785 م)، المعروف أيضًا باسم ثيوفيلوس بن توما الرهاوي أو ثوافل بن توما، كان منجمًا وعالمًا من العصور الوسطى في العراق. عمل في أواخر حياته في بلاط الخليفة العباسي المهدي.
كان ثاوفيلس مسيحياً مارونياً . وترجم العديد من الكتب من اليونانية إلى السريانية، بما في ذلك الإلياذة.

## سيرة حياته
ذكر ابن العبري في تاريخه (1226-1286) مايلي:
حكي انه لما هم المهدي بالخروج الى ماسبذان تقدم الى حسنة حظيته ان تخرج معه . فارسلت الى توفيل بن توما النصراني المنجم الرهاوي وهو رئيس منجمي المهدي قائلة له : انك أشرت على امير المؤمنين بهذا السفر فجشمتنا سفراً لم يكن في الحساب . فعجل الله موتك واراحنا منك . فلما بلغته رسالتها قال للجارية التي اتته بها : ارجعي اليها وقولي لها ان هذه الاشارة ليست مني . واما دعاوكِ على بتعجيل الموت فهذا شي قد قضى الله به وموتي سريع فلا تتوهمي ان دعوتكِ استجيبت . ولكن أعدّي لنفسك ترابا كثيرا . فاذا انا مت فاجعليه على رأسكِ . فما زالت متوقعةً تأويل قوله منذ توفي حتى توفي المهدي بعد عشرين يوماً . وكان توفيل هذا على مذهب الموارنة الذين في جبل لبنان من مذاهب النصارى . وله كتاب تاريخ حسن ونقل كتابي اوميروس الشاعر على فتح مدينة ايليون في قديم الدهر من اليونانية إلى السريانية بغاية ما يكون من الفصاحة

## للاستزادة
- Robert G. Hoyland (Ed.): Theophilus of Edessa's Chronicle and the Circulation of Historical Knowledge in Late Antiquity and Early Islam. Liverpool 2011.